# Interrogazione parlamentare
Una interrogazione parlamentare, in Italia, indica una domanda che uno o più parlamentari rivolgono al governo della Repubblica Italiana nel suo complesso o a un singolo ministro per essere informati sulla veridicità di un fatto o di una notizia e sui provvedimenti che il governo intende adottare o ha già adottato in merito.
Tale strumento è contemplato in molti altri ordinamenti giuridici europei e utilizzato dal Parlamento europeo per informarsi sulle linee guida e sulle finalità su cui si basa il lavoro delle diverse commissioni parlamentari.

## Descrizione
L'interrogazione parlamentare insieme all'interpellanza parlamentare sono gli strumenti attraverso cui il parlamento svolge la sua attività di ispezione e controllo sull'operato del governo. La differenza tra le due consiste nel fatto che l'interrogazione viene usata per ottenere vere informazioni su un fatto specifico mentre si ricorre all'interpellanza quando si vuole avere spiegazioni e informazioni su questioni che riguardino comportamenti o intenzioni - quindi l'indirizzo politico - del governo. In sostanza la seconda ha un peso politico maggiore e - anche per questo - viene svolta solo in aula.

### Il procedimento
La domanda viene formulata per iscritto e la risposta del Ministro interpellato potrà essere in forma scritta o orale secondo quanto richiesto dal parlamentare interrogante che indica pure se intende ottenere risposta in commissione o in aula. Il governo ha la facoltà di non rispondere alla singola interrogazione indicando però il motivo. Una volta ottenuta la risposta l'interrogante può a sua volta replicare per dirsi o meno soddisfatto.